# یوکیو توآکه
یوکیو توآکه ((به ژاپنی: 十朱幸代 Toake Yukiyo)؛( زادهٔ ۲۳ نوامبر ۱۹۴۲) یک هنرپیشه، و خواننده اهل ژاپن است.
از فیلم‌ها یا برنامه‌های تلویزیونی که وی در آن نقش داشته است می‌توان به غروب خاکستری اشاره کرد.